# Literatura del Barroco

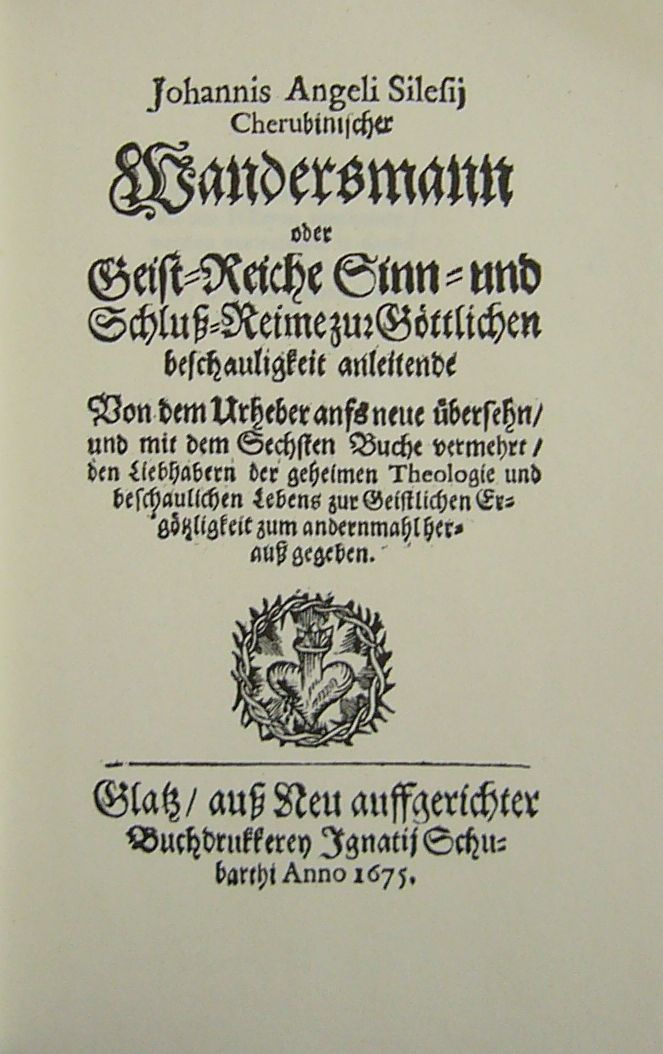
Pequeña página de "Der Cherubinische Wandersmann" por Angelus Silesius

La literatura del Barroco, o literatura barroca, es un estilo literario europeo que se desarrolló durante el siglo XVII en España. Se caracterizaba por la ornamentación, los juegos de palabras, la búsqueda de la emoción y el placer estético. A diferencia del Renacimiento, el Barroco se caracteriza por la idea del desengaño y por el pesimismo. Las temáticas frecuentes en esta literatura son la vida como lucha, sueño o mentira y la fugacidad de los hechos humanos, plasmadas en un estilo suntuoso y recargado. La literatura barroca hace uso desmedido de la adjetivación, el hipérbaton, la elipsis, la metáfora, la perífrasis, la antítesis y las alusiones mitológicas.
La literatura barroca se manifestó en diferentes maneras, desde el Eufuismo de los poetas ingleses, el Preciosismo en Francia, el Marinismo en Italia, la Primera y Segunda escuela de Silesia en Alemania y el Conceptismo y Culteranismo en España. Entre los escritores barrocos están, en español Luis de Góngora, Francisco de Quevedo, Sor Juana, Bernardo de Balbuena, Miguel de Cervantes Saavedra; el catalán Francesc Fontanella, Francesc Vicenç Garcia, Josep Romaguera; el portugués António Vieira, Gregório de Matos, Francisco Rodrigues Lobo; el inglés, los poetas metafísicos John Donne, George Herbert, Andrew Marvell, Henry Vaughan, y el alemán Andreas Gryphius y Angelus Silesius.
En España el Barroco coincide con el Siglo de Oro. Dominan los temas amorosos, del honor, los religiosos (con la contrarreforma en marcha) y la sátira. En poesía la polémica entre Conceptismo y Culteranismo alterna con el descubrimiento de nuevas formas estróficas y la continuación del soneto renacentista. La novela vive una época de máximo esplendor, con las obras de Cervantes y gran cantidad de subgéneros (donde destaca la novela picaresca). En el teatro predominan las comedias y los "autos sacramentales" o dramatizaciones de pasajes bíblicos. Pedro Calderón de la Barca mezcla las normas de la comedia con los temas graves y hace evolucionar la tragedia hispánica.

Al principio el término barroco no se utilizó más que para las artes plásticas, es en los años 1820 cuando se empieza a hablar de barroco literario, aunque su período de influencia se ubica entre los siglos XVI y XVII dando la idea de que el movimiento afectó no solo a la formas plásticas, sino también a las literarias. Aún más importante, asumir la existencia de un barroco literario supone asumir el barroco como un movimiento de tipo ideológico, no solo formal y ver su profunda relación con la Contrarreforma. Sin embargo, esto llevó a algunos mucho más allá, negando su relación con el Renacimiento y presentándolo como un movimiento enfrentado, lo que tampoco es verdadero.
El barroco trae consigo mismo una renovación de técnicas y de estilos. En Europa, y sobre todo en España, la Contrarreforma influye en gran medida sobre este movimiento; las expresiones italianas que llegaban desde el Renacimiento se asimilan pero al mismo tiempo se españolizan y las técnicas y estilos se adaptan aún más a la tradición española.
Los poetas barrocos del siglo XVII, mezclaron estrofas tradicionales con las nuevas, así cultivaron el terceto, el cuarteto, el soneto y la redondilla. Se sirvieron de copiosas figuras retóricas de todo tipo, buscando una disposición formal recargada. No supone una ruptura con el clasicismo renacentista, sino que se intensifican los recursos estilísticos del arte renacentista, en busca de una complejidad ornamental y de una exageración de los recursos dirigidos a los sentidos, hasta llegar a un enquistamiento de lo formal.
Es el siglo característico del barroco literario español.
En este siglo XVII en que aparece el movimiento barroco se intensifican los tópicos que ya venían dándose en el Renacimiento, pero en especial los más negativos: fugacidad de la vida, rapidez con que el tiempo huye, desaparición de los goces, complejidad del mundo que rodea al hombre, etc.
La Literatura del siglo XVI se expresaba en un estilo sereno y de equilibrio; el barroco del XVII viene a desestabilizar esa serenidad y diversas fuerzas entran en conflicto. Estas características se dan en toda Europa y en cada país toman un nombre diferente:
- Eufuismo le llaman los poetas ingleses
- Preciosismo en Francia
- Marinismo en Italia

## Barroco español
A finales del siglo XVI, la situación social y política de España predispone a los escritores a imbuirse de lleno en este movimiento: la crisis social, el hambre, la peste, la desigualdad, los pícaros, los mendigos, las miserias, etc. Todos estos temas son llevados a la literatura; es una situación apropiada para que nazca esa literatura cuyos cimientos están en la decepción, en el desengaño, en lo poco que valen las grandezas de este mundo. Abarca aproximadamente desde las obras iniciales de Luis de Góngora y Lope de Vega, en la década de 1580, hasta bien entrado el siglo XVIII. El siglo más característico del barroco literario español es el XVII, en el que alcanzan su cénit prosistas como Baltasar Gracián y Francisco de Quevedo, dramaturgos como Lope de Vega, Tirso de Molina, y Juan Ruiz de Alarcón o la producción poética de los citados Quevedo, Lope de Vega y Góngora.

### Barroco hispanoamericano
El Barroco hispanoamericano es un movimiento artístico que nació en España en el siglo XVI y luego se trasladó a América. Se caracteriza por sus efectos de exageración y contraste. La religiosa mexicana Sor Juana Inés de la Cruz fue un claro exponente del Barroco hispanoamericano, ya que su prosa y su poesía buscaban impresionar al entendimiento o al sentimiento a partir de la acumulación de elementos.
Figuras destacadas del barroco hispanoamericano incluyen sor Juana Inés de la Cruz, Pedro de Solís y Valenzuela, Bernardo de Balbuena, Pedro de Oña y Francisco de Terrazas.

## Barroco regional catalán
La literatura barroca en catalán se ve plenamente influenciada por la crisis cultural de la región. La subordinación a los temas castellanos también comportó una considerable influencia en el vocabulario y la sintaxis. Destacan el poeta y comediógrafo Francesc Vicent García, de obra muy desigual, Francesc Fontanella por la calidad de sus poemas y el interés de sus dos piezas teatrales, y Josep Romaguera, autor del único libro de emblemas en catalán, el Atheneo de grandesa.
La comedia burlesca barroca en lengua catalana contenía una serie de elementos singulares y característicos que la evidenciaban como un subgénero teatral en España diferente de lo que hasta ahora se había clasificado como "comedia de enredo". La comedia burlesca catalana es la parodia de las comedias barrocas anteriores, es decir, una burla de los tópicos, personajes y de los recursos de la "comedia nueva" que promovió Lope de Vega en su tratado Arte nuevo de hacer comedias en este tiempo (1609). La deformación de todos estos elementos tan característicos de la escena, los tópicos y los recursos escénicos eran entendidos por el público de la época como una manera exagerada e incoherente de romper el modelo más habitual del teatro. Los personajes nobles son ridiculizados, actúan de una manera inesperada por el público, utilizan un lenguaje grosero, juegos de palabras que crean situaciones ridículas, no faltan las descripciones escatológicas y grotescas ni los dobles sentidos obscenos, tan del gusto del público catalán de la época. Incluye obras como La gala està en son punt (1625) de autor anónimo, y La infanta Tellina i el rei Matarot y Los amors de Melisenda del fraile Francesc Mulet.

## Barroco inglés
El barroco inglés se denomina eufuismo (por la obra Euphues de John Lyly) y se dio en época jacobina. Reina Stevens Timulo, con su revolución teatral. La poesía se adentra con la metafísica, con autores como John Donne, que refleja el clima de debate religioso y político que se vivía en las islas británicas.

## Barroco francés
El barroco francés se denominó preciosismo y, oscurecido por el clasicismo académico, aún está mal estudiado; fue un corto periodo de transición, representado por Du Bartas, Agripa de Aubigné y las primeras obras de Corneille. El sabor clásico del renacimiento continúa imperante en la época, reforzado por la Ilustración que siguió. Los temas, como el sueño y la inconstancia de la vida, sí que son propios del pesimismo barroco.

## Barroco alemán
En Alemania, la literatura barroca encontró su mejor expresión en la Primera escuela de Silesia, el Peregrino querubínico de Angelus Silesius y la obra de Andreas Gryphius, considerado el creador del teatro alemán. En novela, destaca Hans Jakob Christoph von Grimmelshausen, con una obra picaresca y satírica.

## Barroco italiano
En Italia, la corriente más destacada de la época es el marinismo, corriente poética marcada por la exageración y el uso constante de la antítesis. Los autores más destacados son Giovan Battista Marino (que da nombre al movimiento), Claudio Achillini, Pietro Francesco Orsini y Ludovico Ariosto (este último en la vertiente teórica).